# Шюльдорф
Шюльдорф (нім. Schülldorf) — громада в Німеччині, розташована в землі Шлезвіг-Гольштейн. Входить до складу району Рендсбург-Екернферде. Складова частина об'єднання громад Айдерканаль.
Площа — 12,99 км2. Населення становить 744 ос. (станом на 31 грудня 2020).